# Associazione Calcio Molinella 1932-1933
Questa pagina raccoglie i dati riguardanti l'Associazione Calcio Molinella nelle competizioni ufficiali della stagione 1932-1933.

## Rosa
| N. |                   | Ruolo | Calciatore        |
| -- | ----------------- | ----- | ----------------- |
|    | Italia (bandiera) | D     | Gino Balboni      |
|    | Italia (bandiera) | C     | Walter Bergonzoni |
|    | Italia (bandiera) | C     | Bertocchi         |
|    | Italia (bandiera) | C     | Mario Bertoni     |
|    | Italia (bandiera) | D     | Fernando Besoli   |
|    | Italia (bandiera) | D     | Bolloni           |
|    | Italia (bandiera) | P     | Antonio Bonzi     |
|    | Italia (bandiera) | A     | Bragaglio         |
|    | Italia (bandiera) | A     | Breviglieri       |
|    | Italia (bandiera) | D     | Delli             |

| N. |                   | Ruolo | Calciatore        |
| -- | ----------------- | ----- | ----------------- |
|    | Italia (bandiera) | C     | Desoli            |
|    | Italia (bandiera) | D     | Ferocci           |
|    | Italia (bandiera) | C     | Evelino Gaiani    |
|    | Italia (bandiera) | C     | Genelli           |
|    | Italia (bandiera) | P     | Pietro Massarenti |
|    | Italia (bandiera) | C     | Sanzio Morara     |
|    | Italia (bandiera) | A     | Alfonso Pizzi     |
|    | Italia (bandiera) | D     | Walter Spanazzi   |
|    | Italia (bandiera) | A     | Vincenzo Venturi  |
|    | Italia (bandiera) | C     | Adelmo Villani    |